# Попкова, Елена Николаевна
Елена Николаевна Попкова (в девичестве Голобородько; род. 13 октября 1955) — советская спортсменка, занимавшаяся прыжками в высоту, позднее российский тренер. Мастер спорта СССР международного класса (1979), двукратная рекордсменка СССР, чемпионка и двукратный серебряный призёр чемпионатов СССР.

## Карьера

### Карьера спортсменки
Начинала занятия спортом с прыжков в длину, позже перешла в прыжки в высоту. Личные тренеры — Ю. А. Полевой и В. А. Козлов. В 1979 году победила на VII летней Спартакиаде народов СССР с рекордом страны (191 см). В том же году увеличила рекорд до 195 см. Мастер спорта СССР международного класса (удостоверение № 5782 от 03.09.1979 г.).
На чемпионате СССР 1980 года выиграла серебро с результатом 192 см. В 1981 году заняла третье место на Кубке Европы с результатом 186 см. В августе 1982 года на чемпионате страны в Киеве выиграла серебряные медали, показав свой лучший результат в карьере — 197 см, он также стал седьмым результатом сезона в мире.

### Тренерская карьера
Окончила ГДОИФК им. П. Ф. Лесгафта (1976) и Высшую школу тренеров ГЦОЛИФК в Москве (1986). Квалификация — тренер высшей категории. Работает тренером-преподавателем в Санкт-Петербургской ГБОУ ДОД «ШВСМ по лёгкой атлетике». Среди её воспитанников — участница Олимпиады-2012 Ирина Гордеева, чемпионка России Мария Кочанова и другие.

## Награды
- Знак «Отличник физической культуры и спорта» (1999)[3]
- Почётный знак Министерства спорта, туризма и молодёжной политики Российской Федерации «За заслуги в развитии физической культуры и спорта» (2011)[4]
- Нагрудный знак Правительства Санкт-Петербурга «За заслуги в развитии физической культуры и спорта Санкт-Петербурга» (2012)[5]